# カルロ3世 (ナポリ王)
カルロ3世（Carlo III, 1345年 - 1386年2月24日）は、アンジュー家出身のナポリ王（在位：1382年 - 1386年）およびハンガリー王（カーロイ2世、II. Károly, 在位：1385年 - 1386年）。

## 生涯
ナポリ王ロベルトの末弟ドゥラッツォ公ジョヴァンニの孫で、ナポリ王カルロ2世の曾孫に当たる。父グラヴィーナ伯ルイージはジョヴァンニの次男であり、元来カルロはアンジュー家（アンジュー＝シチリア家）のうちでも傍系の生まれである。
1369年にマルゲリータ・ディ・ドゥラッツォと結婚したが、マルゲリータは同族の従妹であるだけでなく、ナポリ女王ジョヴァンナ1世（カルロの又従姉に当たる）の姪でもあった。マルゲリータの母マリア・ディ・カラブリア（1329年 - 1366年）がジョヴァンナの妹だったのである。
同族の又従兄に当たるハンガリーおよびポーランドの王ラヨシュ1世は、ナポリ王位を狙ってジョヴァンナ1世と敵対していた。カルロはラヨシュ1世の命を受け、1382年にジョヴァンナ1世を殺害し、自らがナポリ王カルロ3世となった。ジョヴァンナ1世の養子ルイ1世・ダンジューとの抗争も発生したが、1384年にルイ1世が死去、抗争は収まった。
同年にラヨシュ1世が男子の継承者を持たずに死去した。ラヨシュ1世の長女マーリアとその夫ジギスムント（神聖ローマ皇帝カール4世の次男、後の皇帝）が王位を継承することになっていたが、その即位に対してハンガリー国内では反対派も多く、1385年にカルロ3世は反対派から迎えられ、ハンガリー王カーロイ2世として即位した。しかし翌1386年、カルロ3世はマーリアの母親エリザベタ・コトロマニッチによって暗殺され、マーリアとジギスムントが王位に復帰した。
1378年に教会大分裂が発生しており、カルロ3世はローマ教皇ウルバヌス6世からナポリ王位を承認されたが、アヴィニョンの対立教皇クレメンス7世はルイ1世をナポリ王とした。この対立はカルロ3世の暗殺後も尾を引き、ルイ1世とカルロ3世それぞれの子・ルイ2世・ダンジューとラディズラーオはアヴィニョン派、ローマ派に分かれて王位争奪戦を繰り広げていった。

## 家族
妃マルゲリータとの間には1男2女が生まれた。
- マリア（1369年 - 1371年）
- ジョヴァンナ2世（1373年 - 1435年） - ナポリ女王
- ラディズラーオ1世（1377年 - 1414年） - ナポリ王